# Pseudeos
Pseudeos är ett fågelsläkte i familjen asiatiska och australiska papegojor inom ordningen papegojfåglar: Släktet omfattar här två arter som förekommer på Nya Guinea och i Salomonöarna:
- Mörk lori (P. fuscata)
- Kardinallori (P. cardinalis)

Kardinallory placerades tidigare i Chalcopsitta. DNA-studier visar dock att den står närmast mörk lori.